# Флавий Латин
Флавий Латин (лат. Flavius Latinus; казнён в 115) — священномученик, епископ Брешии. День памяти — 24 марта.

## Биография
Святой Флавий Латин считается третьим епископом Брешии. Он был на кафедре преемником Виатора и пострадал при императоре Траяне. Однако иные оспаривают это предание, идентифицируя Виатора Брешийского с жившем в IV веке Виатором Бергамским. Под сомнением также оказывается пребывание Флавия перед своей гибелью епископом Брешии, так как исторический список епископов не простирается далее ранних гонений II века.
Святой Флавий почитается как в католической, так и в православной Церкви, его память совершается 24 марта.